# Harvie Ward
Edward Harvie Ward Jr (Tarboro, 8 december 1925 – Pinehurst, 4 september 2004) was een beroemde Amerikaanse golfamateur uit North Carolina. Hij won het Brits Amateur in 1952, het Canadees Amateur in 1954 en het US Amateur in 1955 en 1956.

## Amateur
Ward heeft aan de Universiteit van North Carolina economie gestudeerd. Als amateur heeft Ward dertien keer in de Masters en acht keer in het US Open, in totaal haalde hij 14 van de 21 cuts. Hij speelde drie keer in de Walker Cup, waar hij al zijn zes partijen won.
Een van zijn vrienden was Bing Crosby. Toen deze naar San Francisco verhuisde en daar lid wilde worden van de San Francisco Golf Club, werd Ward gevraagd  om een brief met referenties.

### Gewonnen
- 1948 North and South Amateur
- 1949 NCAA Division I Championship, Carolinas Amateur, Tournament of Golf Champions
- 1952 Brits Amateur, Dogwood Invitational
- 1953 Dogwood Invitational
- 1954 Canadees Amateur
- 1955 US Amateur, San Francisco City Championship
- 1956 US Amateur

### Teams
- Walker Cup: 1953 (winnaars), 1955 (winnaars) en 1959 (winnaars).

## Professional
In 1957 verloor Ward zijn amateurstatus omdat hij een onkostenvergoeding van een sponsor had geaccepteerd. In 1958 werd die beslissing teruggedraaid omdat de sponsor een (belasting)fout had gemaakt en Ward daarvan niet op de hoogte was.
Ward werd in 1974 alsnog professional, waarna hij teaching pro werd. Hij werkte op de Foxfire Country Club (1975-1983), Grand Cypress Golf Club (Orlando, Florida), Interlachen Golf Club (Winter Park, Florida) en Pine Needles Lodge & Golf Club (Southern Pines, North Carolina). Een van zijn leerlingen was Payne Stewart.
Tussen 1980 en 1990 speelde hij nog een aantal toernooien op de Amerikaanse Senior Tour. Hij won op 51-jarige leeftijd nog het North Carolina Open.

### Gewonnen
- 1977: North Carolina Open

Ward werd opgenomen in de North Carolina Sports Hall of Fame in 1965, in de Carolinas Golf Reporters Association - Carolinas Golf Hall of Fame in 1981  en in de Carolinas PGA Hall of Fame in 1996.

## Trivia
- Bud Ward is geen familie van Harvie Ward.